# Bebelhof (Wien)

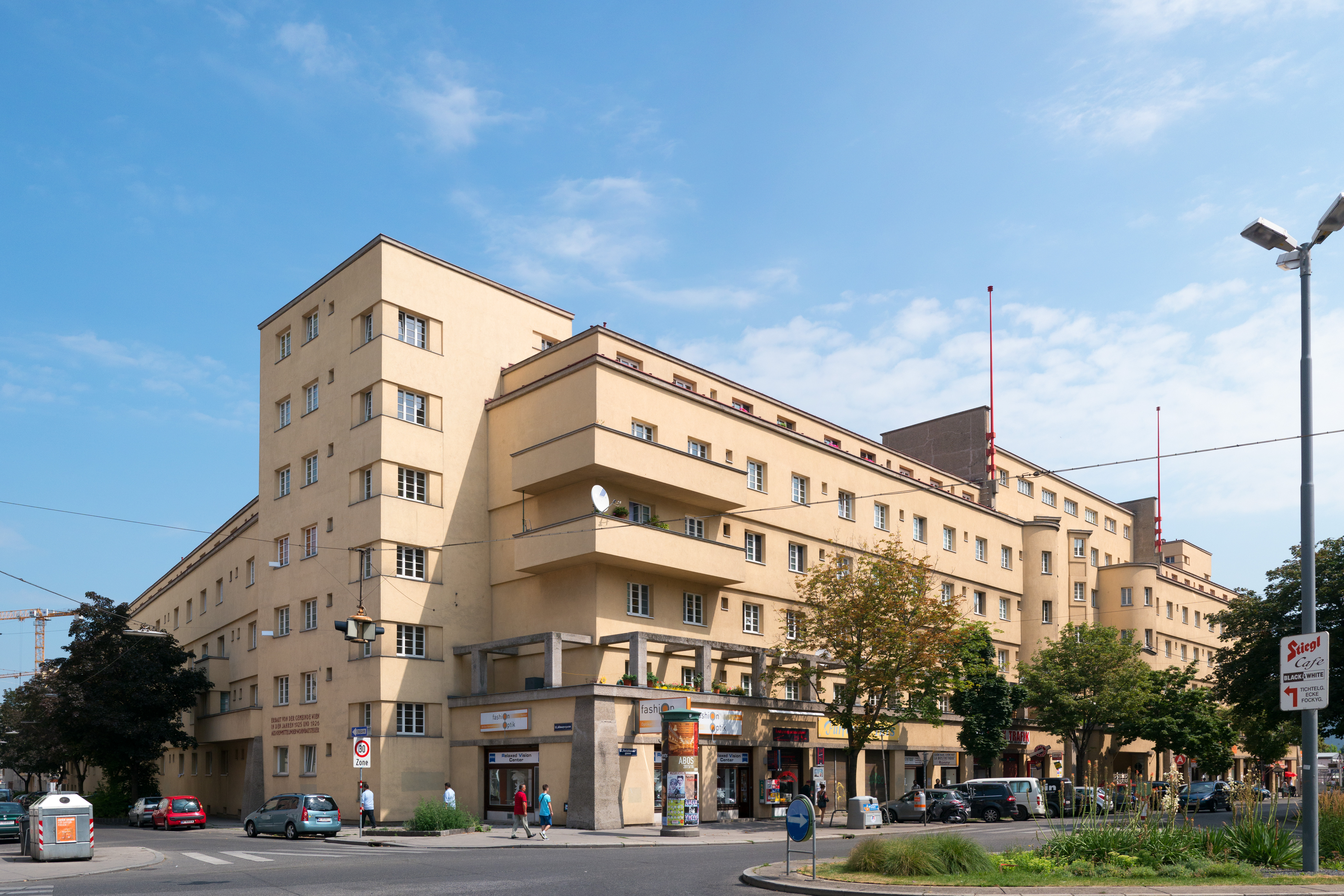
Außenansicht

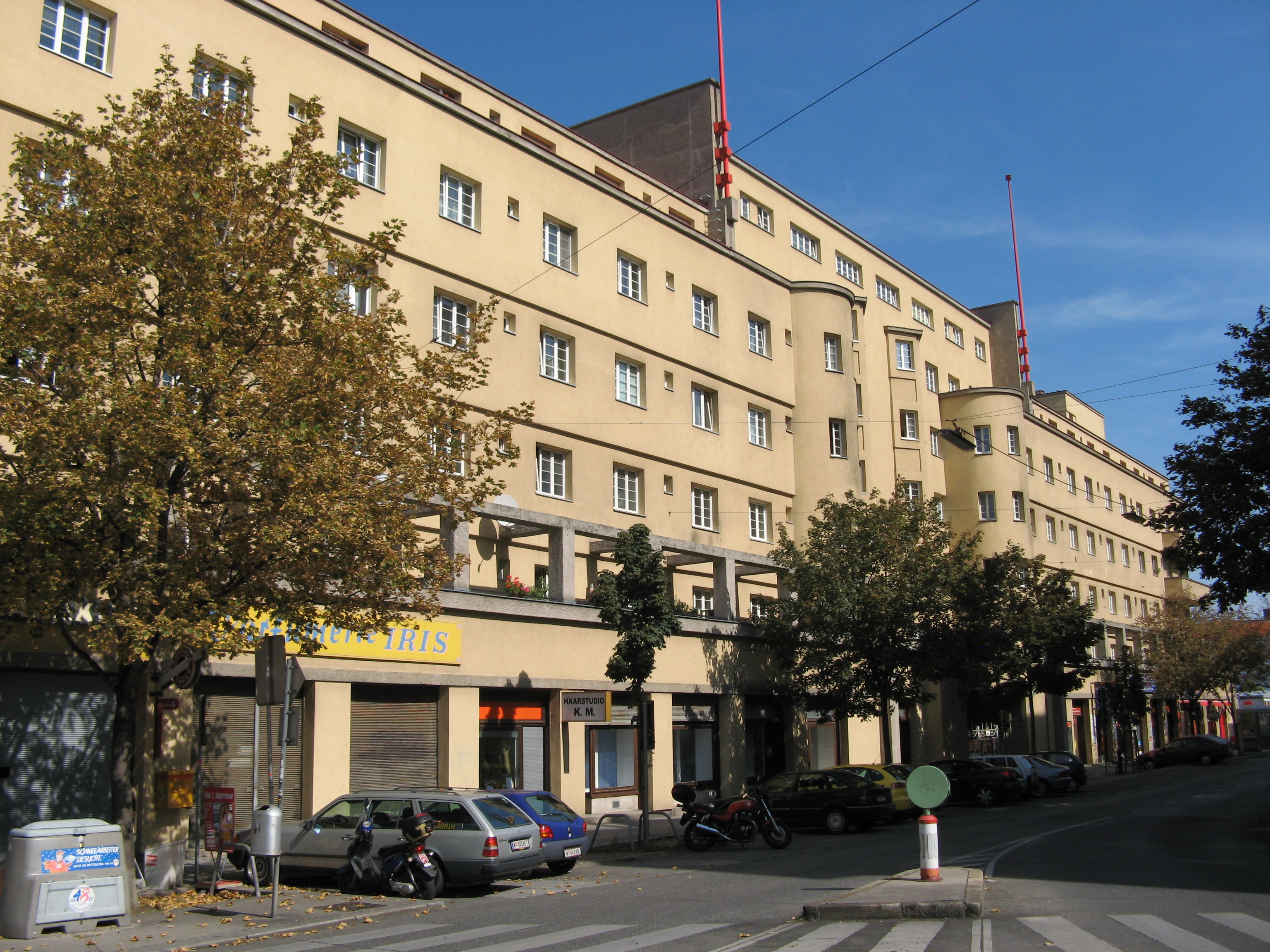
Front in der Steinbauergasse

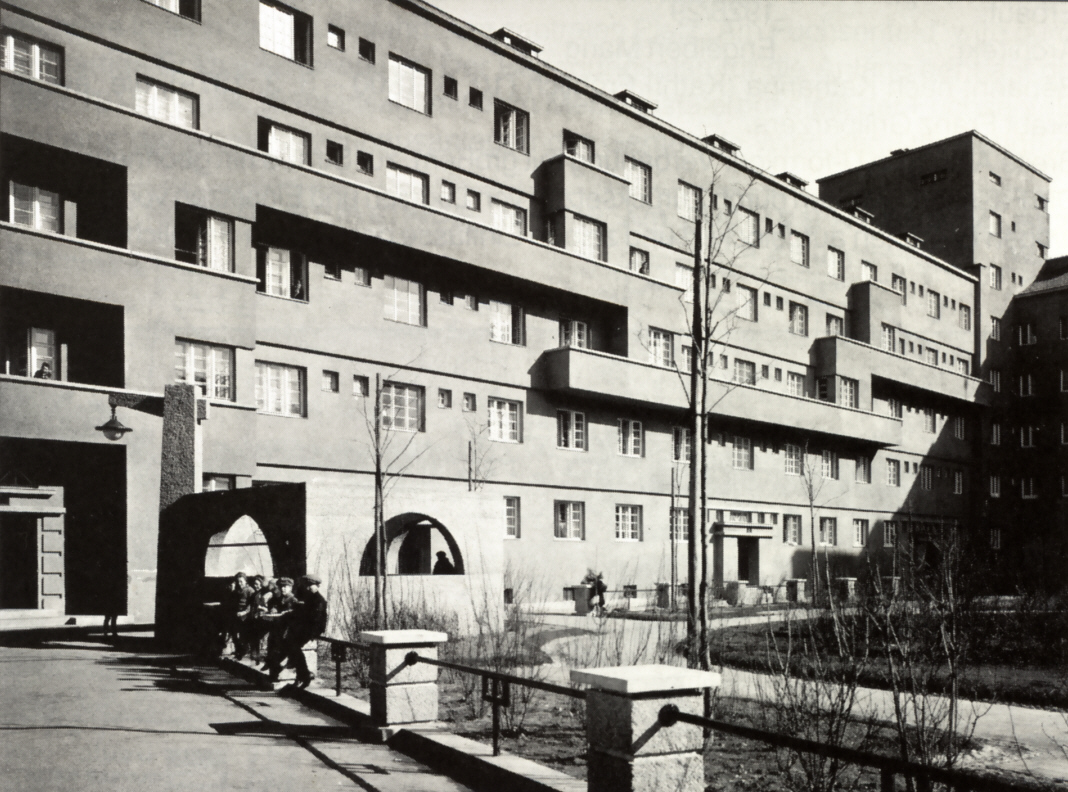
Innenhof im Jahre 1926

Der Bebelhof ist ein sozialer Wohnbau der Gemeinde Wien in Wien-Meidling, der 1925 bis 1926 nach Plänen von Karl Ehn errichtet wurde.

## Baubeschreibung
Der Bebelhof befindet sich im 12. Wiener Gemeindebezirk Meidling in der Steinbauergasse 36; der Häuserblock wird außerdem von der Längenfeldgasse, der Klährgasse und der Aßmayergasse begrenzt. Die Anlage besteht aus 301 Wohnungen auf 21 Stiegen. Es handelt sich um einen der bemerkenswertesten Gemeindebauten des Roten Wien der Zwischenkriegszeit. In der Steinbauergasse sind die beiden Eckpylonen besonders auffällig, ebenso die Fahnenstangen über dem Eingangstor. Die Anlage ist teilweise fünfstöckig, teilweise sechsstöckig verbaut. Die ganze Länge der Front in der Steinbauergasse wird von Geschäftslokalen eingenommen, die darüberliegenden Stockwerke treten hinter die Baulinie zurück. Die Fassaden werden durch Spitz- und Runderker sowie durch langgezogene Balkone gegliedert. Im Hof befinden sich zwei von Mario Petrucci gestaltete Plastiken, die Rutschbahn mit der Inschrift: „Vergiss nicht, dass auch du einmal ein Kind warst“ und der Trinkbrunnen, dessen Kugelfisch-Plastik von Josef Riedl stammt. Unter der Trottoirüberbauung in der Längenfeldgasse sind zwei Reliefs mit Fratzen angebracht.

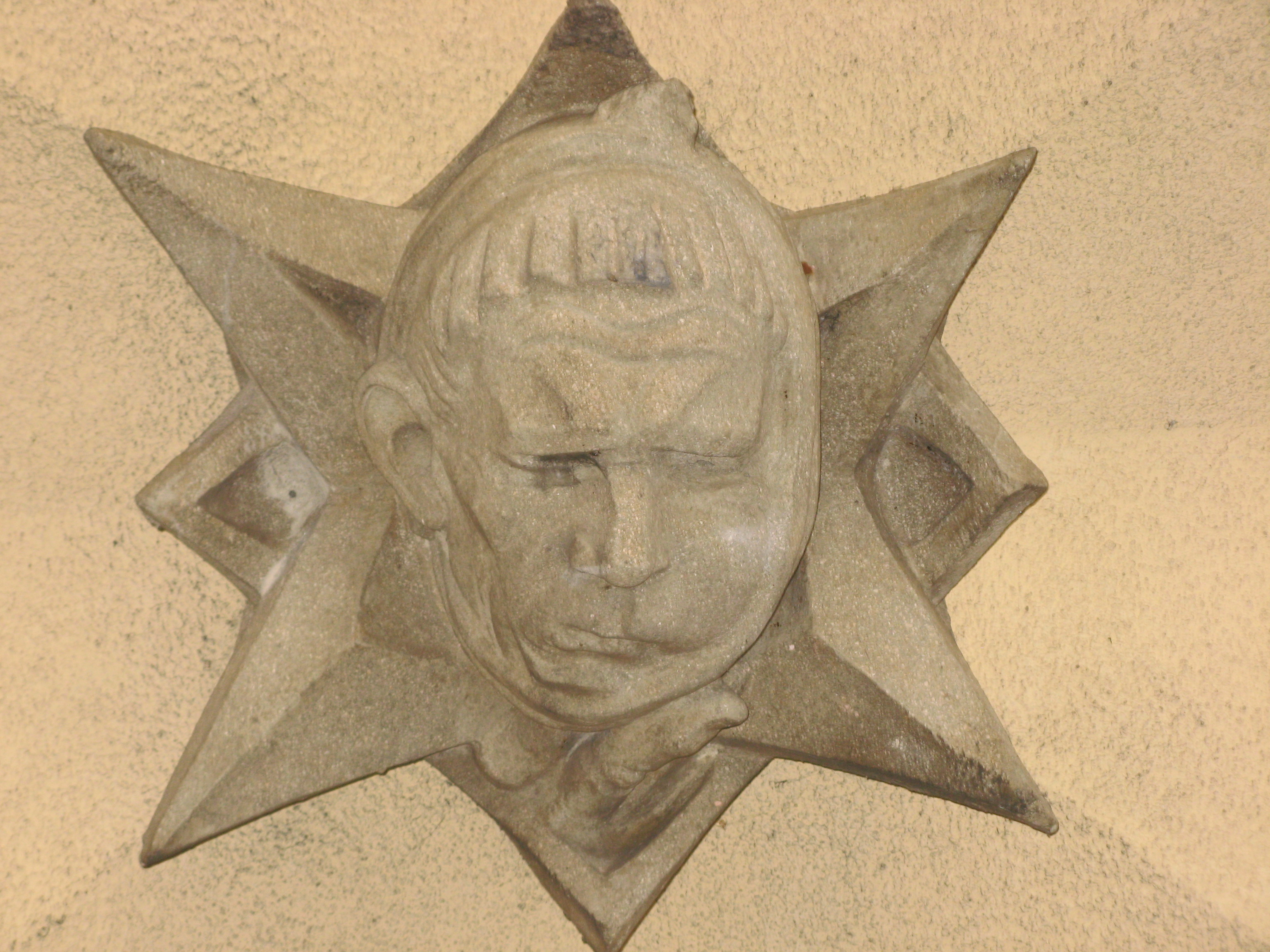
Bauplastik in der Längenfeldgasse

## Geschichte
Der Wohnbau wurde nach August Bebel (1840–1913), dem Führer der deutschen Sozialdemokratie benannt. Während des Bürgerkriegs wurde der Bebelhof am 12. Februar 1934 von Schutzbündlern besetzt. In der darauffolgenden Nacht wurde zusätzlich eine Barrikade vor dem Eingang errichtet. Der Exekutive gelang es erst am 15. Februar, den Bebelhof einzunehmen.